# 桃泉 (亞利桑那州)
桃泉（英語：Peach Springs）是位於美國亞利桑那州莫哈維縣的一個人口普查指定地區。根據2010年美國人口普查，該地人口為1090人，而該地的面積約為20.50平方千米。

## 地理
桃泉的座標為35°32′04″N 113°25′24″W / 35.53444°N 113.42333°W，而該地最高點為海拔高度1457米（即4780英尺）。